# Морейра, Агата
Ага́та Серке́йра Пере́йра Море́йра (порт.-браз. Agatha Cerqueira Pereira Moreira; род. 19 января 1992, Рио-де-Жанейро) — бразильская актриса и бывшая модель.

## Биография
Родилась 19 января 1992 года в Рио-де-Жанейро (Бразилия) и выросла в районе Олария. Она — дочь водителя Энильды Серкейры и пенсионера-бизнесмена Антониу Морейры, её брат и сестра — Кристиана Морейра и Аугусту Серкейра. Её родители развелись, когда Агате было 3 года, и она осталась жить с отцом по семейному соглашению, поскольку в то время у него были лучшие условия жизни для воспитания детей. Она является двоюродной сестрой актрисы Самары Фелиппо, которая, по её мнению, также вдохновила её на то, чтобы заняться актёрской профессией.

## Карьера
В 2006 году в возрасте 14 лет Агата прошла модельный тест в бразильской штаб-квартире международного агентства «Elite Model Management» по рекомендации своей тёти Леи Фелиппо, матери актрисы Самары Фелиппо. На тот момент у Агаты не было профессиональной фотокниги, и на пробы она делала импровизированные фотографии собственной камерой, что не помешало ей попасть в число 20 нанятых моделей. В 2009 году в возрасте 17 лет она стала агентом 40º Graus Models и была отправлена в Чили, где жила и работала моделью для дизайнеров со всей Латинской Америки. В это время она ездила в Японию, Доминиканскую Республику и Перу для выполнения временной работы. В декабре 2009 года она появилась в небольшой роли в теленовелле «Прожить жизнь» в роли артистки цирка.
В 2024 году Агата сыграет свою первую главную роль в прайм-тайме — мстительную Луму в теленовелле «Одержимость тобой», что станет её первым партнёрством с автором Жуаном Эмануэлем Карнейру.